# Guerras Civis da Eritreia
As Guerras Civis na Eritreia  foram uma combinação de dois conflitos que foram travados entre as organizações concorrentes para a libertação da Eritreia. A primeira decorreu de 1972 a 1974, e a segunda entre 1980 e 1981. O conflito anterior entre a Frente de Libertação da Eritreia (FLE) e os grupos que se tornariam a Frente de Libertação do Povo da Eritreia (FLPE), ou seja, os dois ramos das Forças de Libertação Popular (Ala e Shaebia) e Obel. O último conflito resultou na derrota da ELF e sua retirada do teatro de operações.

## Antecedentes
Em 1952, a Eritreia foi associada com a Etiópia sob grande controvérsia interna. No entanto, com o passar do tempo, a autonomia da Eritreia dentro de federação etíope desapareceu, até que já não era legal ensinar todas as línguas da Eritreia. Com a crescente discórdia sendo semeada na imprensa local entre cristãos e muçulmanos, a FLE foi formada no Cairo, Egito, por vários intelectuais muçulmanos eritreus em 1960.
Apesar desta organização ser abertamente socialista, atraiu principalmente combatentes muçulmanos. Ao final da década de 1960, no entanto, a frustração com a dissolução da federação etíope havia empurrado os cristãos eritreus a aderirem à luta pela independência sob a égide da FLE. A integração dos combatentes cristãos sob comandantes muçulmanos não vai bem, e a ênfase regional da FLE causou atrito entre a velha guarda e os novos membros radicais.
Esta discordância levou à desintegração das seções da FLE em comandos, desencadeando um conflito militar. Nas palavras do comando da FLE, o objetivo do conflito era "... afirmar a continuação da revolução através da liquidação da contra-revolução ..."

## Primeira Guerra Civil
A Primeira Guerra Civil  foi travada pela FLE contra as organizações emergentes das Forças de Libertação Popular que anteriormente estavam sob o comando da FLE e do grupo Obel. Os combates começaram em fevereiro de 1972 e se espalharam através das planícies, particularmente a costa do Mar Vermelho. Eventualmente, este conflito se espalhou ainda mais para os planaltos, até que em 1974, os pedidos para a finalização do conflito foram finalmente atendidos. Destes apelos à paz vieram de moradores locais em um momento em que o movimento de independência estava perto da vitória sobre a Etiópia. 

## Segunda Guerra Civil
A Segunda Guerra Civil foi realizada pela FLPE contra a FLE, em uma tentativa de proteger os flancos da Frente sob enorme pressão exercida pelo contra-ataque das forças etíopes. Em 1980, a FLE entrou em negociações secretas com a União Soviética para acabar com a guerra. Além disso, na defesa de Sahel, o reduto da FLPE, em agosto do mesmo ano, as unidades da FLE retiraram-se das linhas. Isso criou um grande atrito entre as frentes que conduziram eventualmente à retomada do conflito. Por esta altura, a FLE havia sido fatalmente enfraquecida pelo ressurgimento das forças etíopes (graças ao auxílio soviético); e foram derrotados pelas forças da FLPE em 1981. A FLPT também ajudou na condução da FLE para fora da Eritreia, que acabaram sendo empurrados através da fronteira para o Sudão.